# 頭城鎮老紅長興
老紅長興為宜蘭縣頭城鎮狹長型街屋，與隔壁頭城鎮新長興樹記相同。建築分為前後二進，第一進為商業空間，第二進為居住區。面寬約6.5公尺，全長約50公尺。2010年2月5日公告為縣定古蹟。

## 歷史背景
本建物應修建於大正10年（1921），完工於大正13年（1924），原為住商合一的街屋。 本建物與右側121號、左側125號，本係同時興建的一式3間連棟街屋。源由為來台第20世陳春榮（老紅）從事米糧生意，與其弟陳春枝合力籌建長興行，陳春枝之子分得左次間125號，後改建成4樓RC建築。長興行傳至昭和7年（1932）8月1日，陳春榮之長子陳全娥、次子陳木樹，正式分戶析產，123號歸長子，稱「老紅長興」，121號歸次子，另立店號「新長興樹記」。

## 建築特色
「老紅長興」與「新長興樹記」屬昭和時期建築風格，臨街騎樓的西洋式橫條山牆，建材為鋼筋混凝土及洗石子，騎樓支撐柱則以洗石子搭配紅磚。屋內則是傳統中國式木構造，兩者形成外西內中的特殊風格。除了大門的店號門聯是採用特殊的「鑲崁法」刻製外，窗戶的柵條原是銅件，後改成鐵柵欄。而在日治時期以彩繪磁磚裝飾的首面，及白色橢圓形門牌磁磚，色彩依舊鮮豔。
老紅長興與新長興樹記是現今老街上保存較為完整的建築，見證頭城自開發起，繁榮到沒落的過程，當時為鎮上最大的南北通貨商。

## 引用資料
1. ↑  . 文化部文化資產局. （原始内容存档于2019-01-22）.